# Baron Rootes

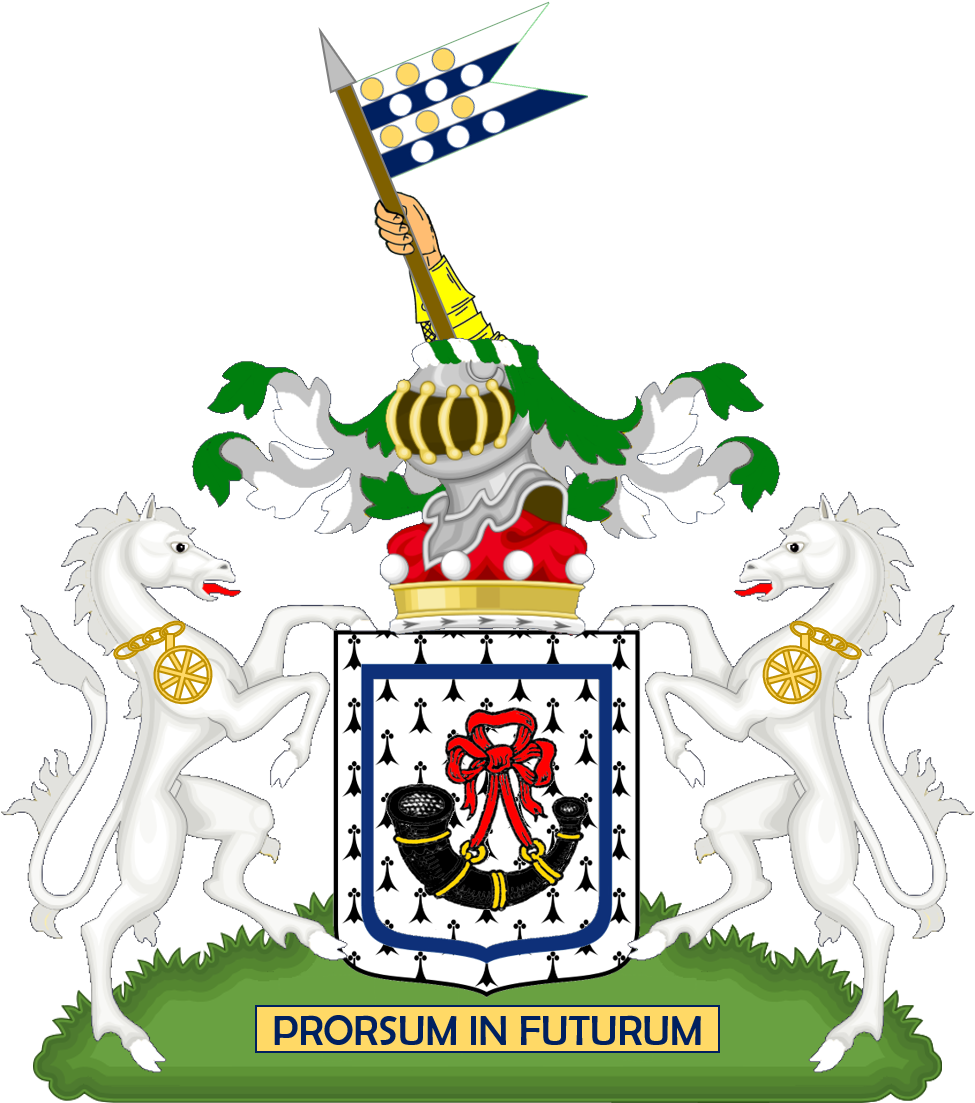
Wappen der Barone Rootes

Baron Rootes, of Ramsbury in the County of Wiltshire, ist ein erblicher britischer Adelstitel in der Peerage of the United Kingdom.

## Verleihung
Der Titel wurde am 16. Februar 1959 für den Geschäftsmann Sir William Rootes, Chef des Automobil-Konzerns Rootes Motors, geschaffen.
Heutiger Titelinhaber ist seit 1992 dessen Enkel als 3. Baron. 

## Liste der Barone Rootes (1959)
- William Rootes, 1. Baron Rootes (1894–1964)
- Geoffrey Rootes, 2.Baron Rootes (1917–1992)
- Nicholas Rootes, 3. Baron Rootes (* 1951)

Titelerbe (Heir Presumptive) ist der Cousin des aktuellen Titelinhabers, William Rootes (* 1944).